# Listă de comune din județul Bistrița-Năsăud
Această listă de comune din județul Bistrița-Năsăud cuprinde toate cele 58 comune din județul Bistrița-Năsăud în ordine alfabetică.

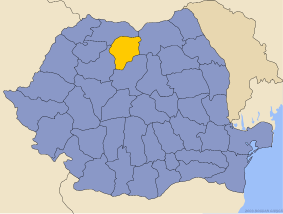
Judeţul Bistriţa-Năsăud

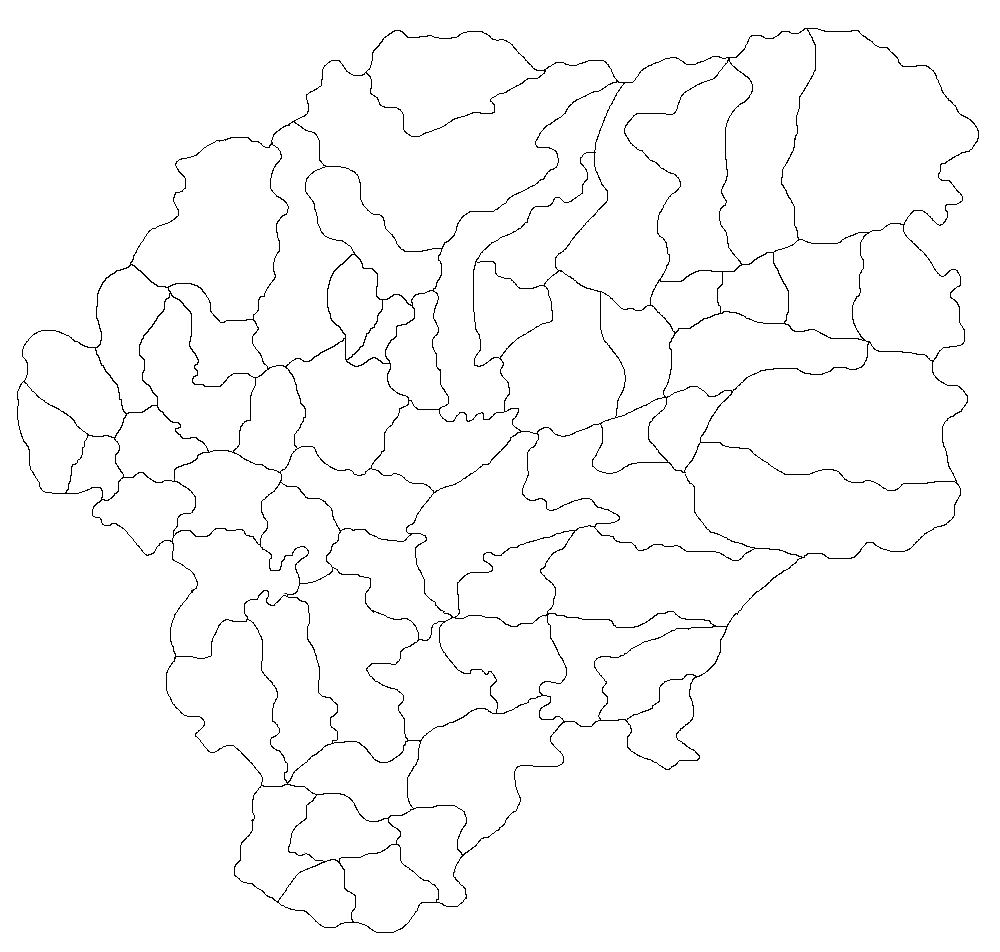
Harta judeţului cu împărţirea administrativ-teritorială pe comune

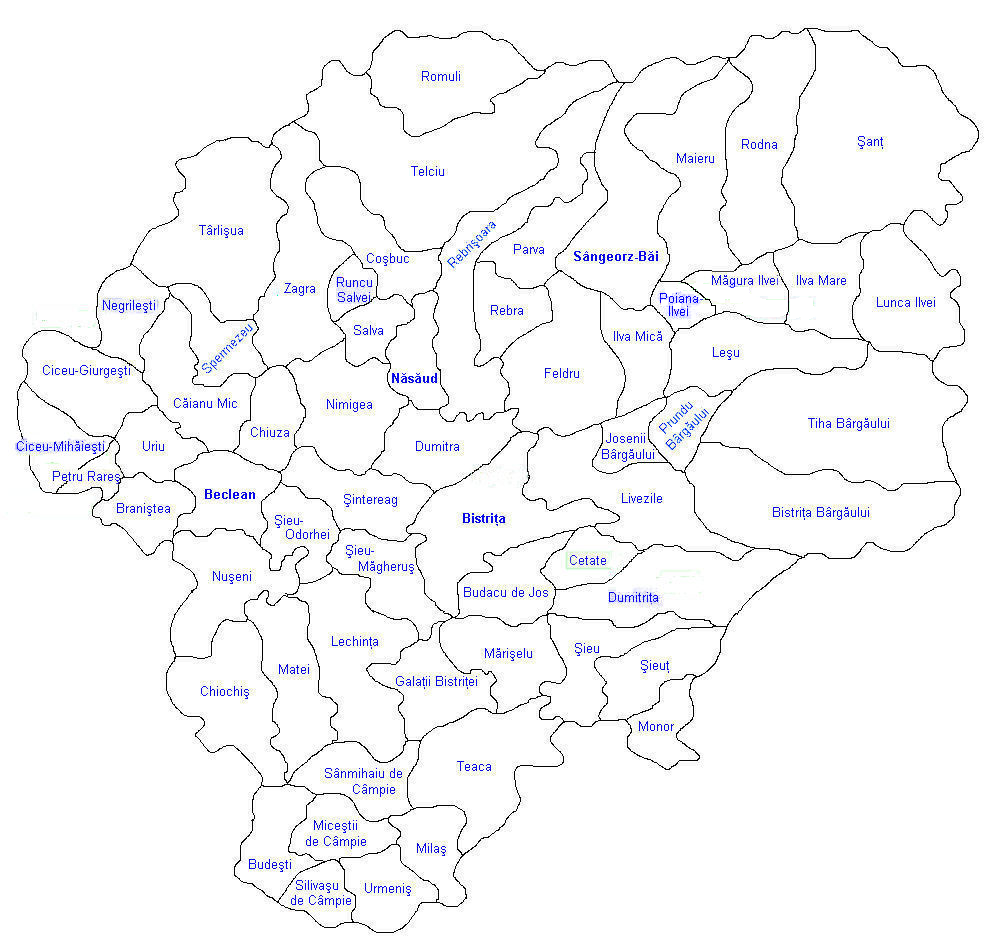
Harta judeţului cu împărţirea administrativ-teritorială pe comune, cu numele acestora

1. Bistrița Bârgăului
2. Braniștea
3. Budacu de Jos
4. Budești
5. Căianu Mic
6. Cetate
7. Ciceu-Giurgești
8. Ciceu-Mihăiești (2005)
9. Chiochiș
10. Chiuza
11. Coșbuc
12. Dumitra
13. Dumitrița (2002)
14. Feldru
15. Galații Bistriței
16. Ilva Mare
17. Ilva Mică
18. Josenii Bârgăului
19. Lechința
20. Leșu
21. Livezile
22. Lunca Ilvei
23. Maieru
24. Matei
25. Măgura Ilvei
26. Mărișelu
27. Miceștii de Câmpie
28. Milaș
29. Monor
30. Negrilești (2002)
31. Nimigea
32. Nușeni
33. Parva
34. Petru Rareș
35. Poiana Ilvei (2003)
36. Prundu Bârgăului
37. Rebra
38. Rebrișoara
39. Rodna
40. Romuli
41. Runcu Salvei (2005)
42. Salva
43. Sânmihaiu de Câmpie
44. Silivașu de Câmpie
45. Spermezeu
46. Șanț
47. Șieu
48. Șieu-Măgheruș
49. Șieu-Odorhei
50. Șieuț
51. Șintereag
52. Târlișua
53. Teaca
54. Telciu
55. Tiha Bârgăului
56. Uriu
57. Urmeniș
58. Zagra